# Miyuki Adachi
Miyuki Adachi (japanisch 足立 美由紀, Adachi Miyuki; * 9. September 1960 in Kyōto, geburtsregistriert in Osaka) ist eine ehemalige japanische Squashspielerin.

## Karriere
Miyuki Adachi war von 1990 bis 2005 auf der WSA World Tour aktiv. Mit der japanischen Nationalmannschaft nahm sie 1992 und 1996 an der Weltmeisterschaft teil. Zwischen 1990 und 1995 stand sie außerdem viermal im Hauptfeld der Weltmeisterschaften im Einzel und erzielte dabei 1990 ihr bestes Resultat mit dem Einzug in die zweite Runde, in der sie gegen Andrea Holbe ausschied. Sie vertrat Japan außerdem bei den Weltmeisterschaften im Doppel im Jahr 1997, kam dort aber mit Yuko Kimura nicht über die Vorrunde hinaus.
Adachi war nach ihrer aktiven Karriere in verschiedenen Positionen weiter im Squashsport tätig. Sie war zeitweise Managerin der japanischen Nationalmannschaft der Frauen und war auch Turnierdirektorin verschiedener Profiturniere in Japan.